# Joué-l'Abbé
Joué-l'Abbé är en kommun i departementet Sarthe i regionen Pays de la Loire i nordvästra Frankrike. Kommunen ligger i kantonen Ballon som tillhör arrondissementet Le Mans. År 2022 hade Joué-l'Abbé 1 275 invånare.

## Befolkningsutveckling
Antalet invånare i kommunen Joué-l'Abbé
| Referens: INSEE |